# Empresa de los Ferrocarriles del Estado
Die Empresa de los Ferrocarriles del Estado (EFE) ist die staatliche Eisenbahngesellschaft von Chile, welche ein Breitspurnetz mit 1676 mm Spurweite im Süden des Landes betreibt. Das 3435 km lange Netz befindet sich südlich von La Calera und wird auf einer Länge von 850 km elektrisch betrieben. Ursprünglich gehörte auch ein 2300 km langes Meterspurnetz im Norden des Landes zur Bahngesellschaft, das aber 1997 an die private Gesellschaft Ferronor verkauft wurde.

## Geschichte

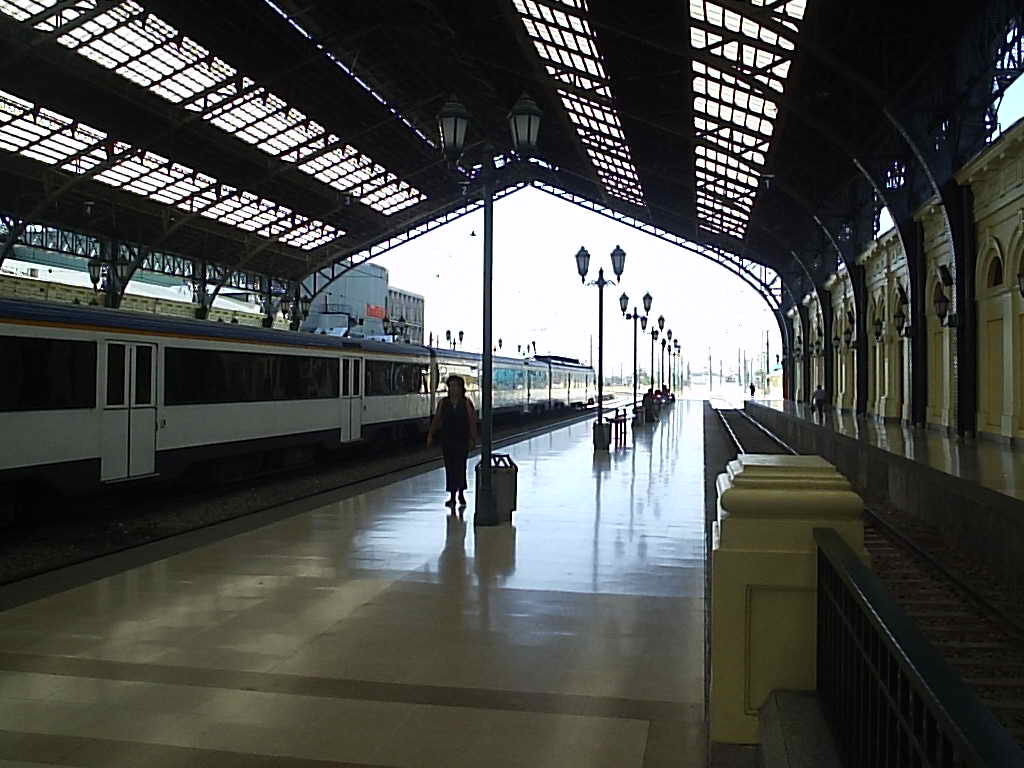
1885 eröffnete Estación Central in Santiago de Chile mit Bahnhofshalle von Gustave Eiffel

Die EFE wurde am 4. Januar 1884 gegründet, um den Zugverkehr zwischen Santiago de Chile und Valparaíso aufzubauen. Später übernahm die EFE die Bahnstrecken der Salpeterindustrie in Nordchile, von denen die erste Strecke bereits 1851 eröffnet wurde. 1913 erstreckte sich das Streckennetz von Iquique im Norden bis Puerto Montt im Süden.
In den 1970er Jahren geriet die EFE aufgrund zunehmender Konkurrenz durch den Straßen- und Luftverkehr in eine finanzielle Krise und konnte in ihre Strecken nicht mehr genug investieren. Ein weiterer Grund war der Putsch vom 11. September 1973 durch General Pinochet, nach dem der Eisenbahngesellschaft finanzielle Mittel entzogen wurden. 1993 wurde ein neues Statut beschlossen, welches das Management neu strukturierte sowie die Grundlage für eine Teilprivatisierung schuf. 1997 wurde das Meterspurnetz an die Gesellschaft Ferronor verkauft. Es befand sich zu großen Teilen in einem sehr schlechten Zustand, der keinen Betrieb mehr erlaubte.
2005 wurde ein umfassendes Erneuerungsprogramm initiiert, in dessen Folge die Strecken von Santiago nach Puerto Montt erneuert wurden. Ein durchgehender Personenverkehr konnte allerdings bislang nicht dauerhaft etabliert werden. Ursache hierfür war mangelhaftes Rollmaterial, das gebraucht von der spanischen RENFE erworben wurde.

## Internationale Verbindungen
Internationale Verbindungen gibt es von Arica nach La Paz sowie von Antofagasta nach Argentinien. Zudem gab es bis 1984 mit der Ferrocarril Trasandino eine meterspurige Bahnstrecke mit Zahnstangenabschnitten von Los Andes (Bahnverbindung von Santiago) nach Mendoza in Argentinien. Von Arica führt die einzige Normalspurstrecke Chiles (1435 mm) nach Tacna in Peru.

## Aktueller Betrieb

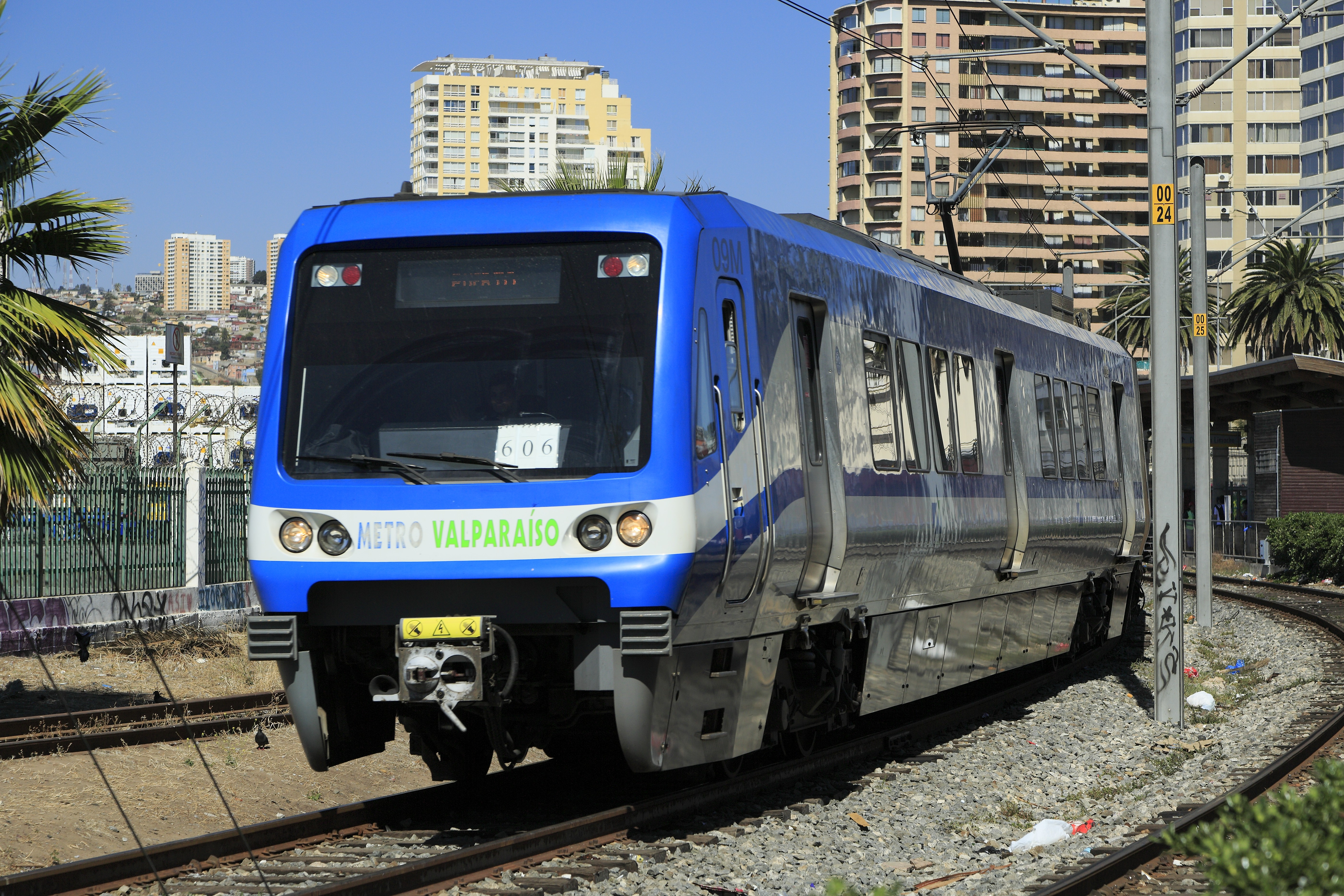
Triebzug des von EFE betriebenen Tren Limache–Puerto

Folgende Zweige der EFE betreiben Personenverkehr:
- Ferrocarril del Sur: Fernzüge unter dem Namen TerraSur von Santiago nach Chillán, seit 1995, sowie Regionalverkehr von Talca nach Constitución.
- Trenes Metropolitanos: Metrotrén von Santiago über Rancagua nach San Fernando.
- Tren Limache–Puerto: Von Valparaíso über Viña del Mar nach Limache, seit 1995.
- FESUB (Ferrocarriles Suburbanos de Concepción), 1995, Regionalverkehr als Biotrén im Großraum Concepción sowie Regionalverkehr von Victoria nach Temuco.

Im Rahmen des im Juni 2023 von Präsident Gabriel Boric verkündeten Programmes Trenes de Cercanía 30/30 wurde seither Personenverkehr auf folgenden Strecken reaktiviert:
- Temuco–Pitrufquén: 29,6 km (Juni 2023)
- Curicó–Talca–Linares: 114,7 km (Juni 2024)
- Llanquihue–Puerto Montt: 27,0 km (22. April 2025)

Der Güterverkehr wurde 1993 in eine private Gesellschaft namens Ferrocarril del Pacífico S.A. (FEPASA) ausgegliedert und findet auf den Strecken südlich von Santiago statt.

## Planungen
Für folgende Strecken bestanden 2009 Erneuerungsplanungen:
- Transandenbahn von Los Andes nach Mendoza: Anfangs war eine Reaktivierung der Schmalspurstrecke vorgesehen, später war ein breitspuriger Ausbau mit Elektrifizierung und einem neu zu errichtenden 23 km langen Tunnel vorgesehen. Die Strecke sollte einen Großteil des Güterverkehrs zwischen Chile, Argentinien und Brasilien aufnehmen. Die Kosten für den Ausbau wurden mit 3 Mrd. US-Dollar beziffert.[4]
- Bahnstrecke Arica–La Paz: Die nach einem Hochwasser teilweise zerstörte Strecke sollte wiederaufgebaut werden.[5]

## Weitere Bahngesellschaften in Chile
- Ferrocarril de Antofagasta a Bolivia (FCAB)
- Ferrocarril Arica-La Paz (siehe auch: Bahnstrecke Arica–La Paz)
- Ferronor: Schmalspurstrecken von Iquique bis La Calera